# Aznap éjjel
Az Aznap éjjel nyolc epizódból álló amerikai krimisorozat, melyet Richard Price és Steven Zaillian alkotott meg a 2008-ban bemutatott Criminal Justice című brit sorozat alapján. Az epizódokat Zaillian és James Marsh rendezte. A kritikusok által is sokat dicsért sorozatot az HBO mutatta be 2016. július 10-én, de az első epizód már 2016. június 24-én elérhetővé tették online. Magyarországon szintén az HBO mutatta be 2016. július 11-én.

## Szereplők
Főszereplők
- John Turturro, mint John Stone
- Riz Ahmed, mint Nasir „Naz” Khan
- Michael K. Williams, mint Freddy Knight
- Bill Camp, mint Dennis Box
- Jeannie Berlin, mint Helen Weiss
- Peyman Moaadi, mint Salim Khan
- Poorna Jagannathan, mint Safar Khan
- Glenne Headly, mint Alison Crowe
- Amara Karan, mint Chandra Kapoor
- Ashley Thomas, mint Calvin Hart
- Paul Sparks, mint Don Taylor
- Sofia Black-D'Elia, mint Andrea Cornish
- Afton Williamson, mint Wiggins
- Ben Shenkman, mint Klein
- Chip Zien, mint Katz
- Paulo Costanzo, mint Ray Halle
- Ned Eisenberg, mint Lawrence Felder
- Sticky Fingaz, mint fogoly
- Glenn Fleshler, mint  Roth bíró
- Mohammad Bakri, mint Tariq
- Nabil Elouahabi, mint Yusuf

Mellékszereplők
- Frank L. Ridley, mint Jerry
- Jeff Wincott, mint Lucas
- Fisher Stevens, mint Saul
- Lord Jamar, mint Tino
- Ariya Ghahramani, mint Amir Farik
- Syam Lafi, mint Hasan Khan
- Max Casella, mint Edgar
- J. D. Williams, mint Trevor Williams
- Frank Wood, mint Harry
- Skipp Sudduth, mint Bell
- Kevin Dunn, mint Danny Lang

## Gyártás
2012. szeptember 19-én bejelentették, hogy az HBO egy próbaepizódot rendelt be a 2008-ban bemutatott Criminal Justice című brit krimisorozat alapján. Szerepet kapott benne James Gandolfini, a sorozat írója Richard Price, rendezője Steven Zaillian. 2013. február 19-én az HBO rábólintott a sorozatra. 2013. május 13-án az HBO azonban változtatott az eredeti tervein és egy hét epizódból álló minisorozatot rendelt be. Gandolfini 2013. június 19-én bekövetkezett halála után a csatorna úgy döntött, hogy a minisorozat munkálatai Gandolfini tiszteletére tovább folynak és Robert De Niro veszi át a helyét. 2014. április 21-én szervezési problémák miatt John Turturro váltotta fel De Nirót. 2016. március 11-én bejelentették, hogy a minisorozat a The Night Of címmel fog bemutatkozni 2016 közepén. Tisztelet jeléül Gandolfinit vezető producerként tüntették fel a közreműködők között.
2016 júliusában Steven Zaillian úgy fogalmazott, hogy van lehetőség egy második évad elkészítésére és ha producertársaival együtt úgy véli, hogy megéri képernyőre vinni azt az ötletet, akkor megteszik. Elmondása szerint az Aznap éjjel nyolc epizódja önállóan is megállják a helyüket. 2017 áprilisában Zaillian a második évadot illetően továbbra is azt nyilatkozta, hogy ha Richard Price-szal együtt beleszeretnek egy ötletbe, akkor elkészítik az új évadot.

## Epizódok
| #  | Cím                                           | Rendező         | Író                             | Premier                                                                 | Nézettség    |
| -- | --------------------------------------------- | --------------- | ------------------------------- | ----------------------------------------------------------------------- | ------------ |
| 1. | Végzetes éjszaka (The Beach)                  | Steven Zaillian | Richard Price                   | 2016. június 24. (online) 2016. július 10. (HBO) 2016. július 11. (HBO) | 0,774 millió |
| 2. | Ravasz dög (Subtle Beast)                     | Steven Zaillian | Richard Price                   | 2016. július 17. 2016. július 18.                                       | 1,28 millió  |
| 3. | Egy sötét ketrec (A Dark Crate)               | Steven Zaillian | Richard Price                   | 2016. július 24. 2016. július 25.                                       | 1,20 millió  |
| 4. | A hadviselés művészete (The Art of War)       | James Marsh     | Richard Price                   | 2016. július 31. 2016. augusztus 1.                                     | 1,34 millió  |
| 5. | A boszorkány idénye (The Season of the Witch) | Steven Zaillian | Richard Price & Steven Zaillian | 2016. augusztus 7. 2016. augusztus 8.                                   | 1,37 millió  |
| 6. | Sámson és Delila (Samson and Delilah)         | Steven Zaillian | Richard Price & Steven Zaillian | 2016. augusztus 14. 2016. augusztus 15.                                 | 1,41 millió  |
| 7. | Általános elhalálozás (Ordinary Death)        | Steven Zaillian | Richard Price & Steven Zaillian | 2016. augusztus 21. 2016. augusztus 22.                                 | 1,76 millió  |
| 8. | A vadon szava (The Call of the Wild)          | Steven Zaillian | Richard Price & Steven Zaillian | 2016. augusztus 28. 2016. augusztus 29.                                 | 2,16 millió  |